# Nososticta beatrix
Nososticta beatrix – gatunek ważki z rodziny pióronogowatych (Platycnemididae).